# La Crosse (Frankrijk)
La Crosse is een gehucht van de tot het Noorderdepartement behorende gemeente Ruisscheure (Renescure).
Het woord Crosse duidt op de abtsstaf en geeft aan dat hier een abdij heeft gestaan en wel de Abdij van de Woestine. Tegenwoordig staat op deze plaats, in een park, een kasteeltje, het Kasteel Vinrot.
La Crosse is gelegen tussen Arques en het gehucht De Niepe.